# 长礁大桥
长礁大桥（英語：Long Key Bridge）是美国佛罗里达州的桥梁，连接长礁和康奇礁。第一代桥梁称为“长礁高架桥”（Long Key Viaduct）为佛罗里达跨海铁路的一部分，也是当时整个跨海铁路工程中最具挑战性的项目之一，其为钢筋混凝土结构，最初由180个50英尺跨度的拱桥组成，后来增加了42个35英尺的拱桥，总长度达到2.15英里（约11,958英尺），1907年通车，1935年弃用。第二代桥梁正式名称为“但纳特·法赛尔大桥”（Dante B. Fascell Bridge），为跨海公路的一部分，1982年通车。